# Gablitz
Gablitz är en ort och kommun  i Österrike. Den ligger i distriktet Sankt Pölten-Land i förbundslandet Niederösterreich, 15 kilometer väster om huvudstaden Wien.